# Stadtbücherei Neustadt in Holstein
Die Stadtbücherei Neustadt ist eine Bibliothek in Schleswig-Holstein und Öffentliche Bibliothek der Stadt Neustadt in Holstein. Sie ist Mitglied der Büchereizentrale Schleswig-Holstein.

## Medien
Die Stadtbücherei hält mehr als 35.000 Medieneinheiten zur Ausleihe bereit.
Der Großteil des Bestandes entfällt auf Printmedien (ca. 28.000), darunter Sachbücher, Romane, Kinder- und Jugendbücher sowie Zeitschriften.
Der restliche Bestand von 7000 Medieneinheiten setzt sich zusammen aus AV-Medien (Musik, Filme, Konsolen-/PC-Spiele) und Gesellschaftsspielen.
Die Bereitstellung von E-Medien erfolgt über die Internetseite „Onleihe zwischen den Meeren“ und wird kooperativ von der Büchereizentrale und teilnehmenden Büchereien betreut.
Im Web-OPAC der Stadtbücherei sind etwa 18.400 dieser E-Medien verzeichnet.
Aufgestellt sind die Medien nach der Systematik für Bibliotheken (SfB), also nach Sachgebieten und Verfassern (Romane). Es werden Gruppensignaturen eingesetzt.

## Ausleihe
Die Stadtbücherei verzeichnet ca. 8500 Besuche und ca. 49.700 Entleihungen jährlich.
Für die Ausleihe und Rücknahme steht den Nutzern eine Ausleihtheke mit zwei Arbeitsplätzen zur Verfügung. Außerdem ermöglicht ein Selbstverbuchungsplatz eine selbstständige und anonyme Ausleihe der Medien. Durch den Einsatz moderner RFID-Technik ist an allen Plätzen eine Stapelverbuchung möglich.
Medien, die nicht im Bestand zu finden sind, können über die Fernleihe aus anderen Bibliotheken beschafft werden.
Die Stadtbücherei realisiert die Fernleihe mit Hilfe der Leihverkehrs- und Ergänzungsbibliothek (LEB) in Flensburg.

## Nachlass Kay Hoff
Der Schriftsteller Kay Hoff hat seinen literarischen Nachlass seiner Geburtsstadt Neustadt in Holstein geschenkt. Diese Unterlagen wurden im Auftrag der Stadt wissenschaftlich bearbeitet; sie sind in der Stadtbücherei öffentlich zugänglich.